# 72-я кавалерийская дивизия
72-я Кубанская) казачья кавалерийская дивизия — кавалерийское соединение конницы РККА в составе Вооружённых сил СССР во время Великой Отечественной войны.

## Формирование
Формирование дивизии началось 13 ноября 1941 года из числа казаков, проживавших в станицах Ставрополья.
В ходе формирования чувствовалась острая нехватка специалистов, вооружения и лошадей.

## Участие в боях
После укомплектования в январе 1942 года дивизия в составе 3500 человек с техникой, лошадьми и другой амуницией по скованному льдом проливу переправилась на Керченский полуостров и вошла в состав 47 армии Крымского фронта.
Находилась к началу операции «Охота на дроф» 8 мая 1942 года в тылу фронта. При прорыве немецко-румынскими войсками обороны на рубеже Турецкого вала 11-12 мая 1942 года, дивизия отступала с боями в направлении Керчи. На этой полосе наступала немецкая 132-я пехотная дивизия, а на завершающей стадии в прорыв вводилась румынская 8-я кавалерийская бригада. 72-я кавалерийская дивизия почти полностью лишилась коней. 14-18 мая в районе города Керчь обеспечила переправу частей фронта на Таманский полуостров. Боевой путь соединения на Керченском полуострове на основе журналов боевых действий представлен на диаграмме.
Командир дивизии Василий Книга 16 мая 1942 года, руководя боем одного из отрядов своей дивизии под Керчью, при взрыве сбитого его конниками вражеского самолёта был тяжело контужен, получил ожоги обеих рук. .
15 июня 1942 года из-за тяжёлых невосполнимых потерь была расформирована и обращена на пополнение 40-й отдельной пластунской стрелковой бригады Северо-Кавказского фронта.

## Исследования
Впоследствии Лев Разгон, готовивший воспоминания Василия Ивановича Книги о Гражданской войне, написал о встречах с ним в своей книге «Непридуманное». В ней Разгон, в частности, обвинил престарелого генерала, к тому времени израненного в боях, получившего две контузии с сотрясением мозга, с трудом ходившего из-за травмы колена и с негнувшимися пальцами рук, в том, что Книга якобы построил свою «армию» (состоящую, как следует из воспоминаний Разгона, из нескольких «конных дивизий»), «в ранжир» (как он это обычно делал), и с шашкой наголо повёл её в лихую атаку на немецкие танки, которые «обрадованные немцы» в свою очередь бросили в атаку на его Конную Армию. При этом отважный генерал был легко ранен и всё же эвакуирован в тыл на специально присланном главнокомандующим Северо-Кавказским направлением маршалом Будённым «кукурузнике». А вся его конница полегла под фашистскими гусеницами. После этого Верховный Главнокомандующий И. В. Сталин будто бы строго-настрого распорядился близко к фронту Книгу не подпускать, и после того как было залечено весьма лёгкое ранение, полученное им в конной атаке, Книга сразу приступил к исполнению обязанностей командира запасной кавалерийской бригады и командовал ею до конца войны, после которого был сразу же отправлен в отставку.
Согласно позднейшим историческим исследованиям, основанным на архивных материалах, дела обстояли совершенно не так, как их описывал Разгон в своей книге «Непридуманное». Так, Книга командовал не Конной Армией, а кавалерийской дивизией, причём лёгкого типа, численностью около 4000 человек (по довоенному штату в кавалерийской дивизии должно было быть почти 9000 человек, а по штату № 06/317 от 31 января 1943 года — 5352 человека и 5298 лошадей); больше кавалерийских дивизий в подчинении Крымского фронта не было, если не считать остатков официально на тот момент расформированной 40-й кавалерийской дивизии геройски погибшего полковника Кудюрова (его сменил полковник В. Н. Затылкин), входившей ранее в состав Отдельной Приморской армии, прибывших из осаждённого Севастополя.
Кандидат военных наук В. Н. Киселёв и кандидат исторических наук Б. И. Невзоров в статье «Выдуманное в „Непридуманном“», опубликованной в Военно-историческом журнале и основанной на архивных документах, пишут также, что 22-я танковая дивизия, бывшая единственным танковым соединением 11-й немецкой армии и которой принадлежала решающая роль в наступлении, наносила удар в северном направлении с целью отрезать советские войска, в то время как 72-я кавалерийская дивизия находилась в резерве фронта несколько западнее Турецкого вала, а затем вела сдерживающие оборонительные бои на южном участке фронта в полосе наступления 132-й пехотной дивизии, а на завершающей стадии 8-й кавалерийской бригады. Таким образом, отмечают авторы статьи в ВИЖе, она не могла встретиться с крупным танковым соединением противника и тем более атаковать его в конном строю.
Также известно, что дивизия не была «полностью уничтожена». Она действительно понесла большие потери, особенно в лошадях, что объясняется тем, что она была вынуждена действовать открытой местности Керченского полуострова, где не только нет перелесков, где можно спрятать лошадей от вражеской авиации, но редки даже одиночные деревца, а также слабым оснащением средствами борьбы с авиацией и практически полным отсутствием прикрытия с воздуха. Но при этом костяк 72-й кавалерийской дивизии сохранился и не потерял боеспособности до самого конца кампании, что было исключительным случаем для Крымского фронта в те дни. После того, как наши войска вынуждены были оставить Керчь, те части дивизии, которые удалось эвакуировать, дислоцировались на Таманском полуострове. .